# 엑토르 엘리손도
헥터 엘리존도(영어: Héctor Elizondo, 스페인어: 엑토르 엘리손도, 1936년 12월 22일 ~ )는 미국의 배우이다. 바스크계 아버지와 푸에르토리코계 어머니 사이에서 태어났다.

## 출연 작품
- 비벌리힐즈 캅 3
- 귀여운 여인
- 터뷸런스 - 엘도 하인즈 역
- 런어웨이 브라이드
- 프린세스 다이어리
- 발렌타인 데이 - 에드거 역
- 레고 배트맨 무비 - 짐 고든 역 (애니메이션)